# Liste der Naturdenkmale in Schwanau
| Naturdenkmale | Anzahl |
| ------------- | ------ |
| FND           | 1      |
| END           | 0      |
| Gesamt        | 1      |

Die Liste der Naturdenkmale in Schwanau nennt die verordneten Naturdenkmale (ND) der im baden-württembergischen Ortenaukreis liegenden Gemeinde Schwanau. In Schwanau gibt es insgesamt ein als Naturdenkmal geschütztes Objekt, es handelt sich um ein flächenhafte Naturdenkmal (FND), es gibt kein Einzelgebilde-Naturdenkmal (END).
Stand: 1. November 2016.

## Flächenhafte Naturdenkmale (FND)
| Name                                              | Bild | Kennung     | Einzelheiten | Position | Fläche Hektar | Datum         |
| ------------------------------------------------- | ---- | ----------- | ------------ | -------- | ------------- | ------------- |
| "Wäldele"-Roßkastanien, 1 Eiche, Linden, Platanen |      | 83171500002 | Schwanau     | ???      | 0,2           | 27. Juni 1980 |
| Legende für Naturdenkmal                          |      |             |              |          |               |               |